# Torkaman Chay
Torkaman Chay o Turkmenchay (farsi ترکمان‌چای) è il capoluogo della circoscrizione omonima nello shahrestān di Mianeh, nell'Azarbaijan orientale.
È famosa per il trattato che vi fu sottoscritto nel 1828 alla fine dell'ultima guerra russo-persiana. 